# W. 리 와일더
W. 리 와일더(W. Lee Wilder, 본명: 윌리엄 리 와일더, William Lee Wilder, 1904년 8월 22일 – 1982년 2월 14일)는 오스트리아계 미국인 각본가, 영화 프로듀서, 감독이다. 영화 감독 빌리 와일더의 형제이자 텔레비전 코미디 각본가 및 프로듀서인 마일스 와일더의 아버지이다.